# Urdascay
Urdascay es un despoblado que actualmente forma parte del concejo de Heredia, que está situado en el municipio de Barrundia, en la provincia de Álava, País Vasco (España).

## Toponimia
A lo largo de los siglos ha sido conocido también con el nombre de Urducescay.

## Historia
Documentado desde 1257, se desconoce cuándo se despobló.